# Покровський район (Оренбурзька область)
Покро́вський район (рос. Покровский район) — колишня адміністративна одиниця третього порядку у складі Оренбурзької області РРФСР, яка існувала у період 1920-1959 років.

## Історія
Вперше Покровський район був утворений 25 березня 1920 року у складі Оренбурзької губернії, у липні 1920 року — у складі Оренбурзько-Тургайської губернії, у грудні 1920 року — у складі Оренбурзької губернії. 15 липня 1922 року Покровський район був ліквідований, а його територія увійшла до складу Оренбурзького району.
Вдруге Покровський район був утворений 1 серпня 1927 року у складі Оренбурзької губернії, з 1928 року — у складі Оренбурзького округу Середньоволзької області, з 1929 року — у складі Оренбурзького округу Середньоволзького краю, з 7 грудня 1934 року — у складі Оренбурзької області. 1 вересня 1938 року до складу Покровського району увійшла частина території ліквідованого Кічкаського району. З 26 грудня 1938 року Покровський район перебував у складі Чкаловської області, з 4 грудня 1957 року — у складу Оренбурзької області.
3 квітня 1959 року Покровський район був ліквідований, а його територія увійшла до складу Новосергієвського району.

## Населення
Населення району складало 25806 осіб (1939).

## Адміністративний поділ
Станом на 1945 рік до складу району входили 13 сільрад: Ахмеровська, Дев'ятаєвська, Кінделинська, Кувайська, Кулагінська, Мрясовська, Ново-Михайловська, Платовська, Покровська, Преторійська, Рибкинська, Судьбодаровська, Черепановська.